# Локомотив (стадион в Москва)
Вижте пояснителната страница за други значения на Локомотив.
„Локомотив“ е стадион, намиращ се в Москва. На него домакинските си мачове играе „Локомотив“ (Москва).
Стадионът е открит през 1935 г. под името „Сталинец“. През 1956 г. стадионът става собственост на Министерството на минната промишленост и приема името „Шахтьор“. От 1966 г. се казва „Локомотив“.
През 1990-те години пейките на стадиона са сменени със седалки и капацитетът е намален до 24 000 зрители. През 2000 г. „Локомотив“ събарят стадиона и изграждат на негово място нов. Първият мач на новия стадион е срещу „Урал“.
До 2006 г. ЦСКА (Москва) играе мачовете си от евротурнирите на „Локомотив“. От лятото на 2013 Спартак Москва ще домакинства на Локомотив.
Стадионът разполага и с алея на славата, в която са включени легендите на „Локомотив“.